# Колягіна Марія Єгорівна
Марія Єгорівна Колягіна (нар. 25 січня 1919, село Христове, тепер Слов'яносербського району Луганської області — ?) — українська радянська діячка, ланкова колгоспу імені Сталіна Олександрівського району Ворошиловградської області, новатор сільськогосподарського виробництва. Герой Соціалістичної Праці (16.02.1948). Депутат Верховної Ради УРСР 3-го скликання.

## Біографія
Народилася у селянській родині. Трудову діяльність розпочала у колгоспі імені Сталіна села Христове Олександрівського району Ворошиловградської області, де пропрацювала ланковою багато років.
У 1947 році зібрала урожай пшениці 30,5 центнера з гектара на площі 15,5 гектарів. За досягнуті успіхи в боротьбі за високі врожаї була удостоєна звання Героя Соціалістичної Праці.
У 1949 — 1950 роках — слухач Ворошиловградської обласної річної школи садоводів. Після закінчення школи працювала садоводом, ланковою колгоспу імені Сталіна (потім — імені XXII з'їзду КПРС) села Христове Олександрівського району Ворошиловградської області.
Потім — на пенсії в селі Обозне Слов'яносербського району Луганської області.

## Нагороди
- Герой Соціалістичної Праці (16.02.1948)
- орден Леніна (16.02.1948)
- медалі